# 차이낫주
차이낫주(태국어: ชัยนาท)는 태국 중부에 있는 주(창왓)의 하나이다. 이웃한 주는 북쪽부터 시계 방향으로 나콘사완 주, 싱부리 주, 수판부리 주, 우타이타니 주가 있다.

## 지리
차이낫은 태국 중부 짜오프라야강 계곡의 평야에 위치한다. 주 남쪽의 차오프라야 댐은 홍수를 통제하고 물길을 돌려 계곡의 논에 관개를 하고 있다. 댐은 대 차오프라야 프로젝트의 일부로 1957년에 완성된 타이 최초의 댐이다.

## 역사
원래 도시는 산카부리에 위치하고 있었다. 몽꿋 왕(라마 4세)의 치세 때 주의 주요 취락은 현재의 위치로 옮겨졌다. 버마와의 전쟁 때는 버마군과 대치하는 중요한 군사 기지였다. 전투에서 승리한 후에 도시는 '승리한 장소'라는 의미의 차이낫이라는 이름을 얻었다.

## 행정 구역
차이낫에는 8개의 암프(군)와 더 세부 행정구역인 53개의 땀본 그리고 474개의 무반 (행정 구역)이 있다.
| 1. 므앙차이낫군 2. 마노롬군 3. 왓싱군 4. 삽파야군 | 1. 산카부리군 2. 한카군 3. 농마몽군 4. 는캄군 |